# Fritz Morzik
Friedrich-Wilhelm (Fritz) Morzik (ur. 10 grudnia 1891 w Passenheim, zm. 17 czerwca 1985 we Freudenstadt) – niemiecki lotnik wojskowy i sportowy, generał Luftwaffe w czasie II wojny światowej.

## Początek służby
W latach 1907–1909 Friedrich-Wilhelm Morzik uczęszczał do przygotowawczej szkoły wojskowej w Greifenberg, po czym rozpoczął służbę wojskową w armii niemieckiej w kwietniu 1907, wstępując do szkoły podchorążych w Treptow. Od kwietnia 1911 służył w 5. Pułku Grenadierów w Gdańsku.
Tuż przed wybuchem I wojny światowej Morzik przeniósł się do lotnictwa niemieckiego (Luftstreitkräfte), rozpoczynając 1 czerwca 1914 szkolenie na obserwatora powietrznego. Od 6 sierpnia 1914 do 19 lutego 1915 służył jako obserwator w 17. Lotniczym Oddziale Polowym, po czym przeszedł szkolenie, a później trening na pilota. Od lutego 1916 do lutego 1917 służył jako pilot w 300. Oddziale Lotniczym „Pascha” (wchodzącym w skład Korpusu Azjatyckiego). Następnie, ukończył szkolenie pilota myśliwskiego i od 15 maja 1917 do 3 czerwca 1917 służył w 26. Eskadrze Myśliwskiej. Po przerwie w lotniczych batalionach zapasowych, od 17 stycznia 1918 służył w 5. Eskadrze Myśliwskiej, a od 24 kwietnia 1918 do 14 stycznia 1919 w 8. Eskadrze Myśliwskiej.

## Okres międzywojenny
Po zawieszeniu broni służył jeszcze przez pewien czas w niemieckim lotnictwie wojskowym, a od 26 września 1919 do 1921 roku w eskadrze lotnictwa policyjnego we Wrocławiu. Od 22 marca 1921 do końca 1923 pracował w liniach lotniczych Deutscher Luft-Lloyd w Berlinie. Od 1 stycznia 1923 podjął pracę jako pilot fabryczny w zakładach lotniczych Junkers w Dessau. W okresie 1928–1934 był instruktorem w Szkołach Pilotów Komunikacyjnych w Brunszwiku oraz na lotnisku Staaken w Berlinie, w której był zastępcą kierownika, następnie kierownikiem
Odnosił duże sukcesy w sporcie lotniczym – jako jedyny zawodnik brał udział we wszystkich czterech międzynarodowych zawodach samolotów turystycznych Challenge, zwyciężając w 1929 i w 1930 roku oraz zajmując trzecie miejsce w 1932 roku, natomiast w ostatnich zawodach w 1934 roku odpadł z klasyfikacji z uwagi na defekt silnika, lecz ukończył trasę lotu.

## Dalsza służba wojskowa
W 1934 roku Morzik wstąpił do służby w reaktywowanym niemieckim lotnictwie wojskowym Luftwaffe, w stopniu kapitana. Między innymi służył jako komendant szkoły pilotów. Dalej awansował i podczas II wojny światowej pełnił funkcje dowódcze w lotnictwie transportowym, w stopniu pułkownika. 1 października 1943 awansował na stopień generała majora. W maju 1945 trafił do niewoli amerykańskiej, skąd został zwolniony w 1947 roku.
Po wojnie Morzik zajmował się m.in. publicystyką.

## Odznaczenia
- Krzyż Rycerski Krzyża Żelaznego – 16 kwietnia 1942[1]
- Krzyż Żelazny (1914) I Klasy
- Krzyż Żelazny (1914) II Klasy
- i inne